# Turistická značená trasa 7395
 Turistická značená trasa 7395 je 0,8 km dlouhá žlutě značená trasa Klubu českých turistů v Borohrádku propojující dálkovou turistickou trasu s nádražím. Její převažující směr je jihozápadní.

## Průběh trasy
Počátek turistické trasy se nachází v Borohrádku u mostu přes Tichou Orlici na rozcestí s červeně značenou trasou 0423 z Chocně do Týniště nad Orlicí. Trasa vede jihozápadním směrem ulicí Rudé armády na borohrádecké náměstí a dále Nádražní ulicí k místnímu nádraží, kde končí bez návaznosti na další turistické trasy.

## Historie
Trasa 7395 byla dříve úsekem delší rovněž žlutě značené trasy 7326. Po zrušení úseku vedoucím po silnici II/317 a přes jez Na Králce na rozcestí Vodní tůň byla takto oddělená část přečíslována na 7395.

## Turistické zajímavosti na trase
- Zámek Borohrádek
- Socha Panny Marie Immaculaty